# Харрисон, Кристиан
Кристиан Харрисон (англ. Christian Harrison; род. 29 мая 1994, Брейдентон, Флорида) — американский теннисист. Полуфиналист одного турнира Большого шлема в смешанном парном разряде (Открытый чемпионат США-2018); и четвертьфиналист одного турнира Большого шлема в мужском парном разряде (Открытый чемпионат США-2012); победитель двух турниров ATP в парном разряде; и победитель 13 турниров ATP Challenger в парном разряде.

## Общая информация
Кристиан — младший из трёх детей Пэта и Сьюзи Харрисон; его старшего брата зовут Райан, а сестру — Мэдисон. Семейство весьма активно занимается теннисом не только как увлечением для отдыха: Пэт играл в теннис в колледже, а позже выступал на турнирах серии «фьючерс» и «челленджер», Райан — профессиональный теннисист и победитель одного турнира Большого шлема в парном разряде (Открытый чемпионат Франции-2017).

## Спортивная карьера
В 2021—2024 годах стал победителем тринадцати турниров Challenger в парном разряде.
В начале сентября 2012 года дошёл до четвертьфинала Большого шлема Открытого чемпионата США в парном разряде вместе со своим старшим братом Райаном Харрисоном, где они в четвертьфинале проиграли паре Жан-Жюльен Ройер и Айсам-уль-Хак Куреши со счётом 2-6, 3-6.
В начале сентября 2018 года дошёл до полуфинала Открытого чемпионата США в смешанном парном разряде вместе со своей соотечественницей Кристиной Макхейл, где они в полуфинале проиграли паре Бетани Маттек-Сандс и Джейми Маррей со счётом 4-6, 6-2, [8:10], — которые в итоге стали чемпионами данного турнира.
В конце июня 2022 года прошёл квалификацию и участвовал в одиночном разряде Уимблдонского турнира, где в первом круге победил британца Джея Кларка, но во втором круге снявшись в первом сете из-за травмы уступил немцу Оскару Отте.

### 2025
В начале января 2025 года вместе с соотечественником Радживом Рамом стал финалистом в парном разряде турнира категории ATP 250 ASB Classic в Окленде (Новая Зеландия), где они в финале снялись ещё до начала встречи и уступили паре Никола Мектич и Майкл Винус.
В середине января 2025 года участвовал на Открытом чемпионате Австралии в парном разряде вместе с нидерландцем Давидом Пелем, где они в первом круге соревнований проиграли паре Мариано Навоне и Виктор Влад Корня со счётом 4-6, 6-7(6).
В начале февраля 2025 года вместе с соотечественником Эваном Кингом стал победителем в парном разряде турнира категории ATP 500 Dallas Open в Далласе (США), где он в финале победил пару Роберт Галлоуэй и Ариэль Беар со счётом 7-6(4), 7-6(4).
В середине февраля 2025 года вместе с тем же соотечественником Эваном Кингом стал финалистом в парном разряде турнира категории ATP 250 Delray Beach Open в Делрей-Биче (США), где он в финале проиграл паре Брэндон Накашима и Миомир Кецманович со счётом 6-7(3), 6-1, [3:10].
В конце февраля 2025 года вместе с соотечественником Эваном Кингом стал победителем в парном разряде турнира категории ATP 500 Mexican Open в Акапулько (Мексика), где он в финале победил французскую пару Садио Думбия и Фабьен Ребуль со счётом 6-4, 6-0.